# مسيسيبي
مسيزيبي (بالإنجليزية: Mississippi) هي ولاية في المنطقة الجنوبية الشرقية من الولايات المتحدة. يحدها تينيسي من الشمال، وألاباما من الشرق، وخليج المكسيك من الجنوب، ولويزيانا من الجنوب الغربي، وأركنساس من الشمال الغربي. تتحدد الحدود الغربية لمسيزيبي إلى حد كبير من خلال نهر المسيزيبي، أو من خلال مساره التاريخي. تحتل مسيزيبي المرتبة 32 من حيث المساحة والمرتبة 35 من حيث عدد السكان من بين 50 ولاية أمريكية ولديها أدنى دخل للفرد. جاكسون هي عاصمة الولاية وأكبر مدنها. جاكسون الكبرى هي المنطقة الحضرية الأكثر اكتظاظًا بالسكان في الولاية، وبلغ عدد سكانها 591,978 نسمة في عام 2020.
يعود تاريخ الولاية إلى حوالي 9500 قبل الميلاد مع وصول أسلاف الهنود، وتطورت خلال فترات تميزت بتطور المجتمعات الزراعية، وصعود ثقافة بناة الروابي، وازدهار حضارة المسيزيبي. بدأ الاستكشاف الأوروبي مع الإسبان في القرن السادس عشر، تلاه الاستعمار الفرنسي في القرن السابع عشر. موقع مسيزيبي الاستراتيجي على طول نهر المسيزيبي جعلها موقعًا ذا أهمية اقتصادية واستراتيجية كبيرة، خاصة خلال عصر زراعة القطن، مما كان سببًا في ثروتها قبل الحرب الأهلية، ولكنه رسخ العبودية والفصل العنصري. في 10 ديسمبر 1817، أصبحت ولاية مسيزيبي الولاية رقم 20 التي تم قبولها في الاتحاد. بحلول عام 1860، كانت ولاية مسيزيبي أكبر دولة منتجة للقطن في البلاد وكان العبيد يمثلون 55٪ من سكان الولاية. أعلنت ولاية مسيزيبي انفصالها عن الاتحاد في 9 يناير 1861، وكانت واحدة من الولايات الكونفدرالية السبع الأصلية، والتي شكلت أكبر الولايات التي تحوي عبيد في البلاد. بعد الحرب الأهلية، أعيدت إلى الاتحاد في 23 فبراير 1870. تشكل المشهد السياسي والاجتماعي في ولاية مسيزيبي بشكل كبير من خلال الحرب الأهلية وعصر إعادة الإعمار وحركة الحقوق المدنية، حيث لعبت الدولة دورًا محوريًا في النضال من أجل الحقوق المدنية. منذ نهاية الحرب الأهلية حتى ستينيات القرن العشرين، سيطر على ولاية مسيزيبي المحافظون اجتماعيًا والديمقراطيون المؤيدون للفصل العنصري الذين كرسوا جهودهم لدعم تفوق البيض.
على الرغم من التقدم، تواصل ولاية مسيزيبي مواجهة التحديات المتعلقة بالصحة والتعليم والتنمية الاقتصادية، وغالبًا ما تحتل مرتبة منخفضة في المقاييس الوطنية للثروة وجودة الرعاية الصحية والتحصيل العلمي. من الناحية الاقتصادية، تعتمد على الزراعة والتصنيع والتركيز المتزايد على السياحة الذي أبرزته المنتديات الترفيهية والمواقع التاريخية. تنتج ولاية مسيسيبي أكثر من نصف سمك السلور الذي يتم تربيته في المزارع في البلاد، وهي أكبر منتج للبطاطا الحلوة والقطن والخشب اللبّي. تشمل الولايات الأخرى التصنيع المتقدم والمرافق والنقل والخدمات الصحية. تقع ولاية مسيسيبي بالكامل تقريبًا داخل السهل الساحلي للخليج الشرقي، وتتكون عمومًا من سهول منخفضة وتلال منخفضة. يتكون الجزء الشمالي الغربي المتبقي من الولاية من دلتا المسيسيبي. أعلى نقطة في ولاية مسيسيبي هي جبل وودال على ارتفاع 807 قدم (246 متر) فوق مستوى سطح البحر بجوار هضبة كمبرلاند؛ أدنى نقطة هي خليج المكسيك. تمتلك ولاية مسيسيبي تصنيف مناخ شبه استوائي رطب.
تشتهر ولاية مسيسيبي بجذورها الدينية العميقة، والتي تلعب دورًا مركزيًا في حياة سكانها. تصنف الدولة بأنها من بين أعلى الولايات الأمريكية في التدين. تشتهر ولاية مسيسيبي أيضًا بكونها الولاية التي تضم أعلى نسبة من السكان الأمريكيين من أصل أفريقي. يعتمد هيكل حكم الدولة على الفصل التقليدي بين السلطات، حيث تظهر الاتجاهات السياسية توافقًا قويًا مع القيم المحافظة. تفتخر ولاية مسيسيبي بتراث ثقافي غني، خاصة في الموسيقى، كونها مسقط رأس موسيقى البلوز وتساهم بشكل كبير في تطوير موسيقى الولايات المتحدة ككل.

## أصل الكلمة
اسم الولاية مشتق من نهر المسيسيبي، الذي يتدفق على طول حدودها الغربية ويحددها. أطلق عليها المستوطنون الأوروبيون الأمريكيون اسم أوجيبوي (الإنجليزية: النهر العظيم).

## تاريخ الولاية
وصل الأمريكيون الأصليون أو هنود باليو نحو عام 9500 قبل الميلاد، إلى ما يشار إليه اليوم باسم الجنوب الأمريكي. كان هنود باليو في الجنوب من الصيادين وجامعي الثمار الذين طاردوا الحيوانات الضخمة التي انقرضت بعد نهاية العصر الحديث الأقرب أو العصر الجليدي. في دلتا المسيسيبي، تم تطوير مستوطنات الأمريكيين الأصليين والحقول الزراعية على السدود الطبيعية، وهي أرض مرتفعة بالقرب من الأنهار. طور الأمريكيون الأصليون حقولًا واسعة بالقرب من قراهم الدائمة. إلى جانب ممارسات أخرى، قاموا بإزالة بعض الغابات المحلية ولكنهم لم يغيروا بيئة دلتا المسيسيبي ككل.
بعد آلاف السنين، طورت الثقافات اللاحقة لعصر الغابات ولعصر ثقافة المسيسيبي مجتمعات زراعية غنية ومعقدة، دعم فيها الفائض تطوير الحرف المتخصصة. كانت كلاهما ثقافات بناء روابي. كانت تلك التابعة منها لثقافة المسيسيبي هي الأكبر والأكثر تعقيدًا، حيث تم تشييدها بدءًا من حوالي 950 بعد الميلاد. كان لدى الشعوب شبكة تجارية تمتد عبر القارة من البحيرات العظمى إلى ساحل الخليج. ما تزال أعمالهم الترابية الكبيرة، التي عبرت عن كوزمولوجية المفاهيم السياسية والدينية، قائمة في جميع أنحاء وديان نهر المسيسيبي وأوهايو.

## وصلات خارجية
- الموقع الرسمي